# Могилка
Могилка (пол. Mogiłka (potok)) — річка в Польщі, у Вадовицькому й Краківському повітах Малопольського воєводства. Ліва притока Скавинки, (басейн Балтійського моря).

## Опис
Довжина річки приблизно 8,15 км, найкоротша відстань між витоком і гирлом — 7,04  км, коефіцієнт звивистості річки — 1,16 . Формується багатьма безіменними притоками.

## Розташування
Бере початок на південно-східній околиці села Пшитковиці (гміна Кальварія-Зебжидовська). Тече переважно на північний схід і у Радзішуві впадає у річку Скавинку, праву притоку Вісли.
Населені пункти вздовж берегової смуги: Полянка-Галлера.